# Wasch- und Reinigungsmittelgesetz
Das deutsche Wasch- und Reinigungsmittelgesetz (WRMG), im Langtitel als „Gesetz über die Umweltverträglichkeit von Wasch- und Reinigungsmitteln“ bezeichnet, regelt die umweltverträgliche Zusammensetzung von Wasch- und Reinigungsmitteln auf dem deutschen Markt.
Insbesondere die biologische Abbaubarkeit der in Wasch- und Reinigungsmitteln enthaltenen Tenside und die enthaltenen Mengen an Phosphaten sind wichtige Aspekte. Neben dem Verbot bestimmter Inhaltsstoffe sind die Hersteller zudem verpflichtet, eine Kennzeichnung bzw. Veröffentlichung der verwendeten Inhaltsstoffe sowie Angaben zum Wasserhärtebereich vorzunehmen. Ein Vorläufer des WRMG war das „Gesetz über Detergentien in Wasch- und Reinigungsmitteln“ vom 5. September 1961 (BGBl. I S. 1653).
Im Jahr 2010 wurde auf Grundlage des Gesetzes das Reinigungsmittel Por Çöz vorläufig verboten, da es mit 20 % Salpetersäure eine ernsthafte Gesundheitsgefahr darstelle. Dies ist das erste Mal, dass von dieser Möglichkeit Gebrauch gemacht wurde.